# Троицкое муниципальное образование
Троицкое муниципальное образование — сельское поселение в Заларинском районе Иркутской области.
Административный центр — село Троицк.

## Населённые пункты
В состав сельского поселения входят 8 населённых пунктов:
- село: Троицк.
- деревни: Дмитриевка, Заблагар, Сорты.
- заимки: Замазчикова, Шабалина, Щербакова.
- участок: Мостовка.